# 한국표준협회
한국표준협회(韓國標準協會, Korean Standards Association)는 산업표준화 및 품질경영 조사·연구·개발 및 보급 촉진으로 과학기술 진흥과 생산능률 향상을 도모하여 국민경제 발전에 기여하기 위하여, 산업표준화법에 따라 1962년 3월 13일 설립된 산업통상자원부 산하 공직유관단체이다. 서울특별시 강남구 테헤란로 69길 5(삼성동, DT센터)에 본부가 있다.

## 설립 근거
- 산업표준화법 제32조[1]

## 하는 일

### 회원서비스
- 교육수강권 제공 : 일반교육, 원격교육(KS법정 및 자격증 제외)
- 교육비 할인 : KS·ISO·경영·품질·TPM생산·DX교육 등 약 10~20% 할인
- KS표준 구매 할인(한국표준정보망, KSSN)
- 지역별 회원사 네트워크 포럼

### 산업표준·품질 연구
- 표준·품질 정책 구축 및 정부제안
- 국내외 표준·품질 정책동향 분석
- 표준·품질 연구결과 발간(표준정책 마일스톤, Next Standards, 표준정책 이슈리포트 등)
- 분야별 표준화·품질 연구

### 국내 표준화 활동
- 표준개발 참여(KS표준, 단체표준 등)
- 표준화교육(표준전문가, 대학생, 초등학생, 소비자 등)
- 청소년 표준올림피아드 주관(중고등학생 대상 정부포상)
- 국가표준코디네이터 사업 운영
- 미래신성장 산업 표준기반 R&D 추진전략 발표회 주관

### 국제 표준화 활동
- 국제표준화 활동 한국대표단 참여
- 국제표준화기구 국내 전문위원회 운영(ISO, IEC 등)
- 국제회의 국내 개최 주관(ISO총회, IEC총회, PASC총회 등)
- 글로벌표준화지원센터 운영
- 개발도상국 표준체계 보급 지원 사업(아시아, 중남미, 아프리카, 중동 등)

### 국내외 표준 보급
- 한국산업표준(KS) 21개 부문, 2만여 종 KS표준 보급
- 해외표준 수집 및 보급

### (품질 정부포상) 국가품질상 주관(산업통상자원부 국가기술표준원 주최)
- 유공자(개인) 포상: (훈격)훈장, 포장, 대통령표창, 국무총리표창, 장관표창 등
- 유공단체 포상: (종류)국가품질대상, 국가품질경영상, 국가품질혁신상, (훈격)대통령표창, 국무총리표창
- 품질분임조
- 국가품질명장
- 품질경쟁력우수기업

### (표준 정부포상) 세계 표준의 날 주관(산업통상자원부 국가기술표준원 주최)
- 유공자(개인) 포상: (훈격)훈장, 포장, 대통령표창, 국무총리표창, 장관표창 등
- 유공단체 포상: (종류)국가표준화대상, 단체표준대상, KS인증대상, (훈격) 대통령표창, 국무총리표창, 장관표창

### (품질진흥/민간포상) 한국서비스품질지수(KS-SQI), 한국서비스대상
- 한국서비스품질지수(KS-SQI): 서비스품질 측정 모델(한국표준협회-서울대학교 경영연구소 공동개발)
- 한국서비스대상: 서비스품질이 우수한 기업, 기관, 단체, 개인 포상
- 기타

### 교육(표준·품질·인증·경영 분야)
- 분야: 표준화, 품질경영, 생산성, 구매, 물류, 개발설계, 설비, 안전, 환경, ISO, 경영지원, 영업마케팅, 리더십 등
- 방법: 계층별 교육(최고경영자, 간부, 실무담당자 등), 수준별 교육(초·중·고급), 고용 연계 교육사업 등
- 종류: 공개교육, 사내교육, 해외연수, 세미나, 컨퍼런스, 연구회 등

### 인증
- 1998년 KS 인증기관 지정(국립기술품질원)
- 2000년 품질보증체제/환경경영체제/QS-9000 인증기관 지정(한국인정원)
- 2001년 JIS인증기관 지정, 아시아 11개국 관할(한국,중국,인도네시아,미얀마,베트남 등)(일본 경제산업성)

### 환경·지속가능경영
- 온실가스 검인증(CDM, VCS, GHG, Energy Target Management, KVER 등)
- 기업·기관의 지속가능경영 체계 구축, 지속가능성 보고서 발간 등

### 국제협력
- 세계 각국의 표준화 기구, 품질경영 단체와 교류 협력

## 연혁
- 1962년 03월: 사단법인 한국표준규격협회 설립
- 1975년 02월: 품질관리추진본부사무국 지정(공업진흥청)
- 1983년 12월: 품질경영연수원 개원
- 1986년 08월: 표준화능력평가기관 지정(공업진흥청)
- 1987년 05월: 인정직업훈련원 인가(노동부)
- 1991년 05월: 품질경영연구소 설치
- 1992년 07월: 품질경영민간중앙추진본부 지정(공업진흥청)
- 1993년 06월: 한국표준협회로 명칭 변경
- 1994년 12월: 품질보증체제 연수기관 국내 1호 지정(공업진흥청)
- 1996년 10월: 환경경영체제 연수기관 국내 1호 지정(국립기술품질원)
- 1998년 07월: KS인증기관 지정(국립기술품질원)
- 1999년 08월: 산업표준연구원 설치
- 2000년 03월: 품질보증체제 인증기관 지정(한국인정원)
- 2000년 09월: 환경경영체제, QS-9000 인증기관 지정(한국인정원)
- 2001년 02월: JIS인증기관 지정(일본경제산업성)
- 2001년 04월: 중국사무소 개소(베이징)
- 2002년 03월: 품질경영중앙추진본부 지정(산업자원부)
- 2004년 03월: (주)한국표준협회미디어 설립
- 2004년 10월: 단체표준활동지원추진사무국 지정(산업자원부)
- 2005년 06월: 사회적 책임(SR) 표준화 포럼 구축
- 2007년 01월: e-HRD Total Service 기관
- 2007년 04월: 공공기관 지정(기획예산처), 기존은 산업부 산하 공직유관단체 지위
- 2007년 07월: GRI(Global Reporting Initiative) MOU 체결
- 2007년 10월: 온실가스 감축실적 검증 전문기관 지정(산업자원부)
- 2008년 10월: CDM(Clean Development Mechanism) 검인증기관(DOE) 지정(UNFCCC)
- 2009년 02월: ISO 26000 국내 간사 기관 지정(기술표준원)
- 2009년 06월: 국내최초 VCS(Voluntary Carbon Standard) 검증기관 지정(VCS협회)
- 2009년 09월: KSA가산디지털센터(교육센터) 개소
- 2010년 01월: 녹색교육기관 지정(녹색성장위원회)
- 2011년 04월: 온실가스 목표관리제 검증기관 지정
- 2011년 06월: 국제트리즈협회(MATRIZ) 공인 자격취득교육 훈련기관 등록
- 2012년 03월: 창립50주년 기념식 거행 및 50년사 발간
- 2012년 06월: PASC 총회(태평양지역표준협력총회) 주관(산업통상자원부 기술표준원 주최)
- 2012년 12월: 명품창출 CEO포럼 시작
- 2013년 01월: ASTD T+D Korea 창간(글로벌HRD전문지 한국어판)
- 2013년 04월: 멀티미디어 국제표준화 회의 주관(산업통상자원부 기술표준원 주최)
- 2013년 06월: KS인증지원센터 개소(대전, 수원, 대구)
- 2013년 08월: 글로벌표준화지원센터 개소
- 2014년 11월: 제40회 국가품질경영대회 개최(산업통상자원부 국가기술표준원 주최)
- 2015년 01월: 공공기관 지정 해제(기획재정부), 산업부 산하 공직유관단체 지위로 회귀
- 2015년 09월: ISO 서울총회산업통상자원부 국가기술표준원 주최)
- 2016년 3월: 표준개발협력기관(COSD) 지정(산업통상자원부 국가기술표준원)
- 2018년 10월: IEC 부산총회 개최(산업통상자원부 국가기술표준원 주최)
- 2020년 1월: 사옥이전(DT센터)
- 2020년 7월: 엑셀러레이터 기관(창업촉진 전문기관, 중소기업벤처부)

## 조직
=== 조직도보기 ===조직도

## 같이 보기
- 한국산업표준
- 산업통상자원부
- 국가기술표준원
- 한국인정지원센터
- ISO(국제 표준화 기구)
- IEC(국제 전기 표준 회의)
- ITU(국제 전기 통신 연합)
- ISO/IEC JTC 1
- APEC(아시아 태평양 경제협력체) SCSC(표준적합소위원회)
- PASC(태평양지역 표준회의)
- 영국표준협회(BSI Group)
- 프랑스표준화협회(AFNOR)
- 독일표준원(Deutsches Institut für Normung)
- 일본표준협회(Japanese Standards Association)
- 미국국가표준원(American National Standards Institute)
- 미국재료시험학회(ASTM International)
- 미국전기전자공학회(Institute of Electrical and Electronics Engineers)
- 미국기계기술자학회(ASME)
- 미국화재예방협회(National Fire Protection Association)
- 캐나다표준협회(Canadian Standards Association)
- 호주표준협회(SAI Global)
- 미국품질기구(American Society for Quality)
- 유럽품질기구(European Organization for Quality)
- 미국훈련교육협회(American Society for Training & Development)
- GRI(Global Reporting Initiative)